# Balneario Argentino
El Balneario Argentino (en català, "Balneari Argentí"), està ubicat al departament de Canelones, Uruguai. És el segon balneari des de l'est sobre la costa del Riu de la Plata. Es troba, així mateix, a 75 quilòmetres a l'est de Montevideo, la capital del país.
Majorment despoblat, cobra vida en la temporada d'estiu quan arriben turistes principalment de l'Uruguai, i alguns argentins i brasilers.

## Geografia
El balneari compta amb platges de sorres blanques no molt fines, que estan vorejades per aigües temperades. En els dies normals d'estiu, l'aigua pot veure's de color verd transparent, mentre que els dies no tan amens o de tempestes, l'aigua adquireix un color marró molt característic del Riu de la Plata. La sorra de la platja està separada de la resta del balneari per terraplens d'argila, que van des dels pocs centímetres a més de cinc metres. Sobre la platja hi ha diverses zones rocoses on es practica la pesca esportiva.
La forestació està formada per pins, eucaliptus i acàcies nascuts naturalment, encara que aquests no són originaris de Sud-amèrica. La fauna està formada per diverses espècies d'aus: hornero (au autòctona), dormilec; rosegadors com rates de camp, mostela i llebre, serp, parejera. A la tardor es poden trobar diverses classes de fongs.

## Turisme
L'economia del balneari es basa en l'allotjament, la pesca artesanal, la construcció i el comerç. A l'estiu poden veure's alguns altres comerciants de fruites i verdures o d'entreteniments. Moltes cases particulars es lloguen en gener i febrer, que són els mesos de temporada alta.
Té dos carrers de balastro que no superen 1 km de llarg cada una i que l'uneixen amb el balneari de Santa Ana a l'oest i amb la Ruta Interbalneària al nord.